# Velilla de San Antonio
Velilla de San Antonio és un municipi de la comunitat autònoma de Madrid. Limita amb Mejorada del Campo, Loeches, Arganda del Rey i Rivas-Vaciamadrid.